# Dreadful Shadows
Die Dreadful Shadows waren eine deutsche Rock-/Metal-Band, die 1993 in Berlin gegründet wurde. Anfänglich noch im Gothic-Rock- und Dark-Wave-Umfeld angesiedelt, entwickelte sich die Musik bereits auf dem Debütalbum durch den verstärkten Einsatz von Metal-Elementen und zeitgemäßer Elektronik in eine deutlich härtere Richtung, wodurch die Band bisweilen auch als Gothic-Metal-Band kategorisiert wurde. Mittlerweile gilt die Band jedoch als früher Vertreter des Dark Rock. Im Jahr 2000 lösten sich die Dreadful Shadows auf. Sie treten jedoch seit 2007 gelegentlich wieder auf.

## Geschichte

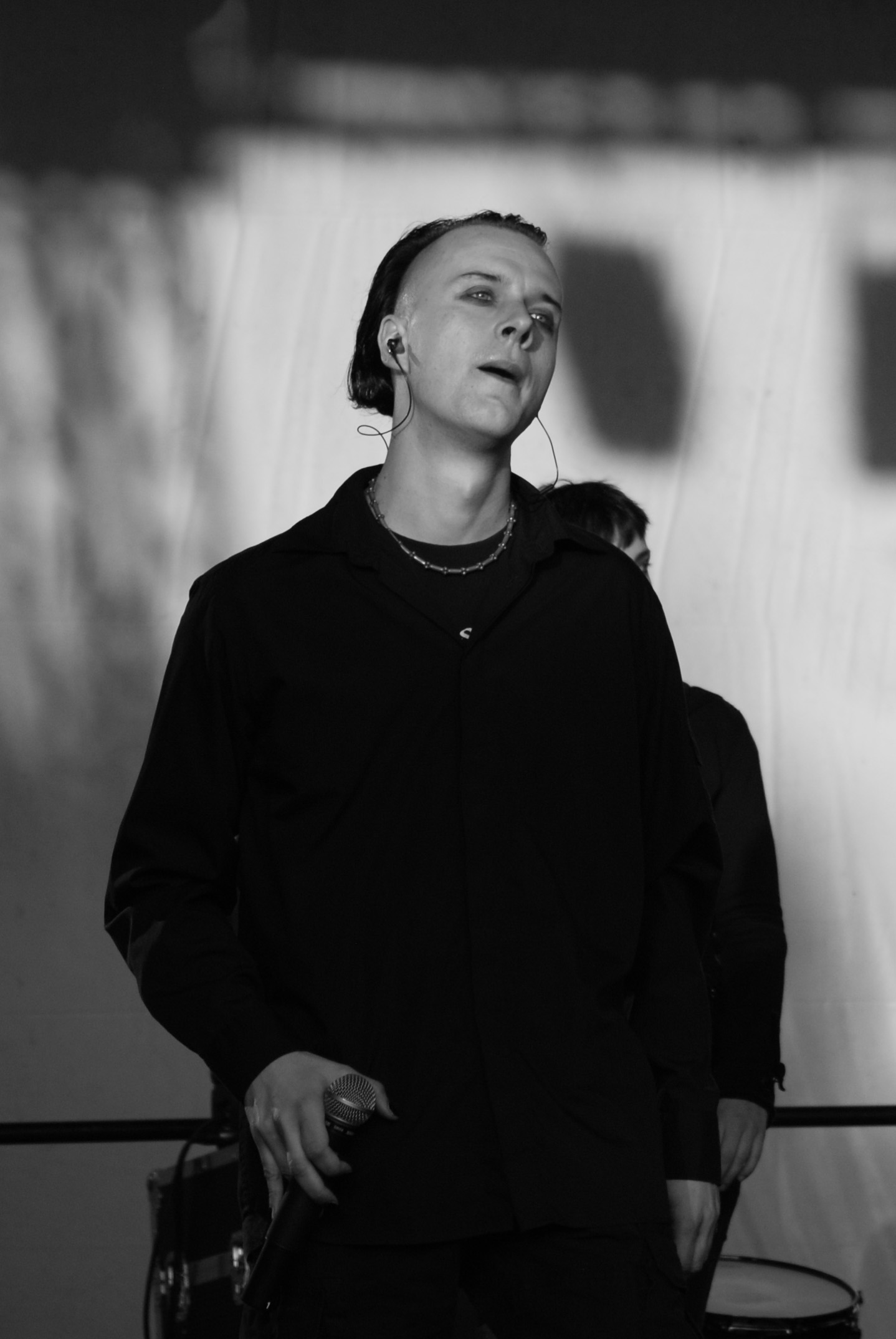
Sven Friedrich

1993 gründeten Sven Friedrich, Reiko Jeschke, Frank Hofer, Jens Riediger und Ron Thiele die Band Dreadful Shadows in Berlin und nahmen ihr erstes Demo-Tape auf, mit dem die Band im September desselben Jahres einen Plattenvertrag bei dem Label Sounds of Delight ergattern konnte. Noch im selben Jahr wurde Gitarrist Jeschke durch Stefan Neubauer ersetzt, es folgten einige Auftritte in Deutschland, England und Dänemark.
Im Dezember begannen die Arbeiten am ersten Album Estrangement, das anschließend im April 1994 erschien. Daran anknüpfend gingen die Dreadful Shadows auf Europa-Tour (unter anderem mit Love Like Blood, Nosferatu, The Eternal Afflict), mittels der sie sich auch in Ländern wie den Niederlanden, England und Dänemark einen Namen machen konnten.
Es folgten zwischen 1994 und 1995 einige Sampler-Beiträge, weitere Konzerte und Festivalauftritte (unter anderem mit Christian Death, Armageddon Dildos und The Eternal Afflict auf dem Zillo Festival im Dezember 1994) verhalfen den Dreadful Shadows auch innerhalb Deutschlands zu mehr Popularität.
Im Februar 1995 ging die Band zurück ins Studio, um die zweite Veröffentlichung Homeless EP aufzunehmen, die im Juni 1995 auf den Markt kam. Die darauf enthaltene Cover-Version des New-Order-Klassikers True Faith konnte sich in einigen Clubs als Tanzhit etablieren. Anschließend absolvierte die Band eine Tour mit Cyan Kills E.Coli, auf dem Mise-Noire-Festival in Madrid waren die Dreadful Shadows zusammen mit Mephisto Walz und Girls Under Glass zu bewundern. Im Dezember 1995 erfolgte die Trennung zwischen der Band und dem Label Sounds Of Delight. Ein neuer Vertragspartner fand sich in Deathwish Office, dem bandeigenen Label von Love Like Blood.
Im März 1996 begannen die Arbeiten am zweiten Longplayer Buried Again. Noch während der Aufnahmen verließen die beiden Gitarristen Stefan Neubauer und Frank Hofer die Dreadful Shadows aufgrund band-interner Probleme. Die Gitarren-Parts übernahm Sven Friedrich und der befreundete Tom Tony. Im Juli 1996 fand sich in André Feller und vorübergehend in Sebastian Oliver Lange (In Extremo) als zweitem Gitarristen ein Ersatz. Letzterer wurde langfristig durch Norman Selbig ersetzt. Es folgten ein Auftritt auf dem Wave-Gotik-Treffen, anschließend die Veröffentlichung des Albums Buried Again und eine ausgedehnte Deutschland- und Europa-Tournee (inkl. Auftritt beim Sacrosanct-Festival in London mit Bands wie Rosetta Stone und Vendemmian im August 1996).
1997 wechselten Dreadful Shadows zur Plattenfirma Oblivion, die Single Burning The Shrouds erschien. Mit Beyond The Maze kam im Februar 1998 das dritte Studio-Album auf den Markt. Die Promo-Tour führt die Band unter anderem nach Beirut/Libanon. Den Abschluss dieses für die Band erfolgreichen Jahres bildete die Veröffentlichung des Tanita-Tikaram-Covers Twist In My Sobriety.
Ihre Qualitäten als Live-Band stellten die Dreadful Shadows im Jahre 1999 erneut während einer ausgedehnten Europa-Tour unter Beweis. Kurz zuvor brachten sie ihr letztes Studio-Album The Cycle, auf dem Gitane Demone bei zahlreichen Songs Unterstützung leistete, auf den Markt. Im Jahr 2000 erfolgte die Abschiedstour, die letzte Show im Kesselhaus in der Kulturbrauerei, Berlin, wurde Ende des Jahres unter dem Titel Apology auf CD veröffentlicht.
In den Jahren 2007 und 2008 gab es mehrere Konzerte in der letzten Besetzung. Hierbei handelt es sich jedoch um Sondervorstellungen, nicht um eine Re-Union der Band.

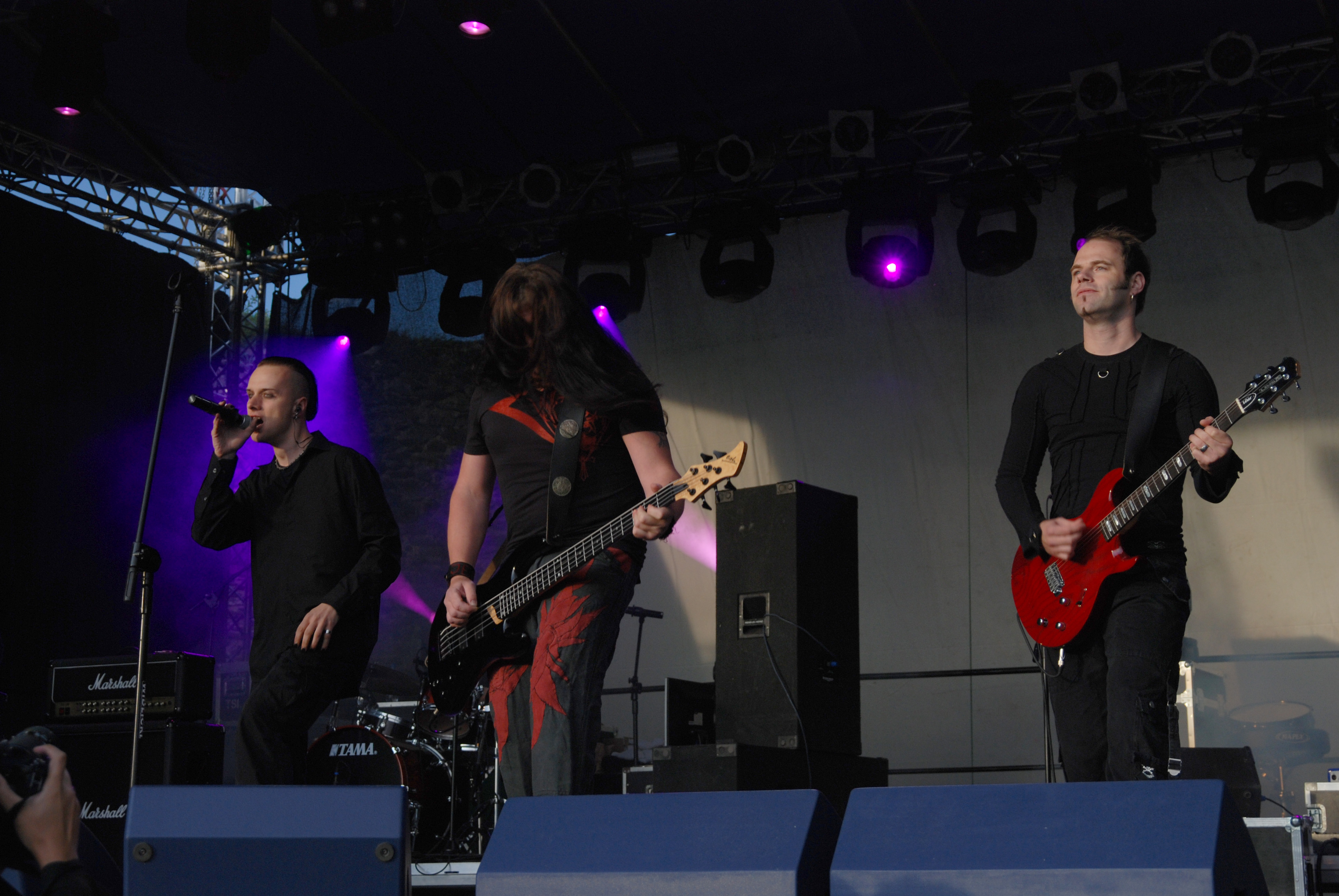
Dreadful Shadows – Live in Polen.

Ende 2011 wurde die Wiedervereinigung der Band bekannt gegeben.
Ende 2012 ging die Band erneut ins Studio, und eine Tour „Old Shades On New Walls“ wurde angekündigt. Diese wurde kurz darauf „aus privaten Gründen eines Bandmitglieds“ wieder abgesagt. Ein einziges Konzert der Tour (15. Februar 2013 in Berlin, Kesselhaus) wurde neben zwei Fanclub-Gigs beibehalten, bei dem 3 neue Songs präsentiert wurden. Danach war es auch sehr ruhig um die Studioaktivitäten. Wie Mitte Mai 2013 angekündigt, kam es im Spätherbst als Ersatz für die ausgefallene Tour zu einer Reihe neuer Live-Auftritte als Co-Headliner von Zeromancer.
Mitte 2014 verkündete André Feller plötzlich überraschend auf seiner Seite bei Facebook seinen und Svens Ausstieg aus der Band. Sven Friedrich begründete später in Interviews das Ende der Band damit, dass er sich nicht mehr mit dieser Art von Musik identifizieren kann und sich lieber ganz seinen neuen Projekten widmen möchte. Die Auflösung der Band wurde jedoch bis heute nie offiziell von der Band bestätigt.

## Projekte der Bandmitglieder
- Zeraphine
- Solar Fake
- coma.51
- Thanateros
- isn’t
- Herzfeind

## Diskografie

### Demos
- 1991: The Nuisance (als „The Nuisance“)
- 1992: Tangled Order (als „The Nuisance“)
- 1993: Dreadful Shadows

### Alben
- 1994: Estrangement (CD)
- 1996: Buried Again (CD)
- 1998: Beyond the Maze (CD)
- 1998: Beyond the Maze + Live (DCD)
- 1999: The Cycle (CD)
- 1999: The Cycle (Limited Edition mit Feuerzeug und Aufkleber in Pappbox)
- 2000: Estrangement + Homeless EP (DCD)
- 2000: Apology (Limited Edition, für Karteninhaber des wegen Krankheit ausgefallenen Konzerts in Berlin)
- 2003: Buried Again (Re-Release)

### Maxi-Singles und EPs
- 1995: Homeless EP (EP)
- 1997: Burning the Shrouds (MCD)
- 1999: Twist in My Sobriety (MCD)
- 1999: Futility (MCD)